# Vera (tv-serie)
 For alternative betydninger, se Vera. (Se også artikler, som begynder med Vera)
Vera er en britisk krimiserie. Tv-serien er baseret på værker af forfatter Ann Cleeves og har Brenda Blethyn i hovedrollen som Vera Stanhope.

## Medvirkende
- Brenda Blethyn som DCI Vera Stanhope
- Kenny Doughty som 	DS Aiden Healy
- David Leon som DS Joe Ashworth
- Jon Morrison som DC Kenny Lockhart
- Cush Jumbo som DC Bethany Whelan
- Wunmi Mosaku som DC Holly Lawson
- Clare Calbraith som DC Rebecca Shepherd
- Kingsley Ben-Adir som Dr. Marcus Sommer
- Paul Ritter som Dr. Billy Cartwright
- Riley Jones som DC Mark Edwards
- Sonya Cassidy som Celine Ashworth